# Pistoolafroller

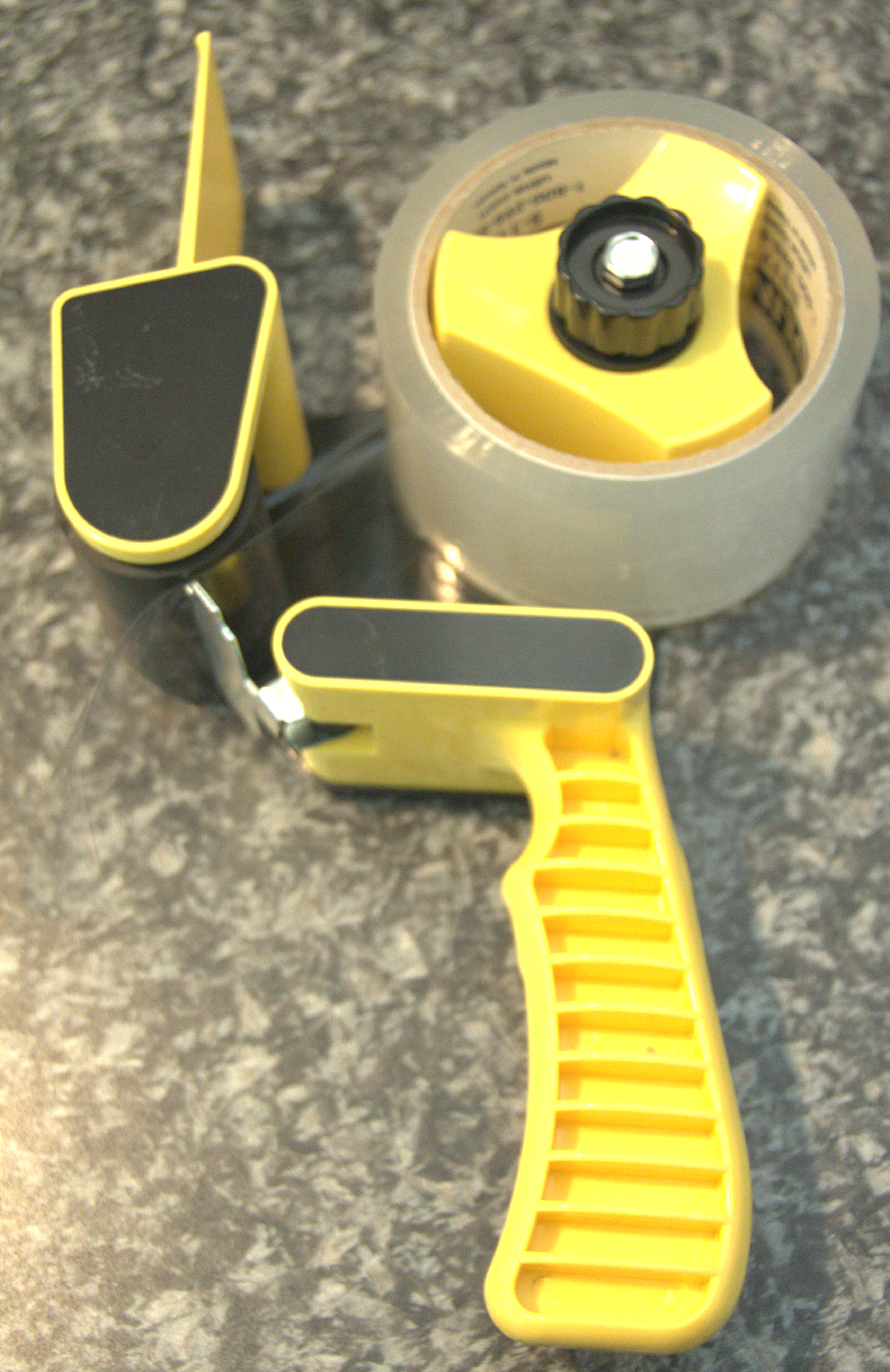
Een pistoolafroller

Het gebruik van een pistoolafroller

Een pistoolafroller, ook wel handafroller genoemd, is een apparaat dat dient voor het eenhandig afrollen van plakband, meestal rondom een kartonnen doos.
De pistoolafroller bestaat uit een houder waarop een rol plakband geschoven kan worden, een handvat en een mechanisme waarmee het plakband op een voorwerp kan worden gedrukt, en waarmee het met een speciale beweging kan worden afgesneden.